# Leiorreuma hypomelaenum
Leiorreuma hypomelaenum är en lavart som först beskrevs av Johannes Müller Argoviensis, och fick sitt nu gällande namn av Staiger. Leiorreuma hypomelaenum ingår i släktet Leiorreuma och familjen Graphidaceae.   Inga underarter finns listade i Catalogue of Life.